# Afro-turcos
Afro-turcos são pessoas de ascendência africana que vivem na Turquia. Afro-turco é um neologismo, sendo que os termos mais usados coloquialmente são arap árabe em língua turca e agora são também chamados de Afrika kökenli Türkler. 

## História
Durante o Império Otomano, um número considerável de africanos sub-saarianos (sobretudo de lugares como Zanzibar, Quênia, Sudão, Gana e Nigéria) foram feitos escravos pelos comerciantes turcos em plantações em torno de Dalaman, Menderes, Gediz, Manavgat e Çukurova.
Afro-turcos de Ayvalık declararam que seus antepassados falavam a língua grega de Creta,[carece de fontes?] quando eles vieram para a Turquia e aprendiam, mais tarde, a língua turca.
Afro-turcos que viviam na localidade de İzmir comemoravam a tradicional Festa da Primavera Dana Bayrami ("Festival do Bezerro") até meados da década de 1960. Esta festa tem sido revivida atualmente pela geração mais jovem de afro-turcos.

## Hoje
As áreas com populações significativas de afro-turcos estão na região do Mar Egeu, especialmente İzmir, Aidim e Muğla.
Também existem pessoas de ascendência africana que vivem em aldeias e alguns municípios das províncias de Adana e Antalya.
Alguns dos descendentes dos colonos africanos permanecem misturados com o resto da população nessas áreas, sendo que muitos migraram para cidades maiores. 
Estes fatores tornam difícil de adivinhar o número de turcos com ascendência africana. Mustafa Olpak, um proeminente escritor afro-turco (fundador da primeira organização reconhecida oficialmente de afro-turcos) afirma que cerca de 3.000.000 de turcos apresentam algum grau de ascendência africana. O diário turco Sabah tem uma estimativa de cerca de 800.000 cidadãos turcos negros.

## Afro-turcos notáveis
Artes
- Esmeray, cantora
- Tuğçe Güder, top model e atriz
- Kuzgun Acar, escultor
- Mansur Ark, músico
- Ahmet Kostarika, ator
- Dursune Şirin, atriz
- İbrahim Şirin, músico clássico otomano
- Sait Sökmen, dançarin de balé
- Melis Sökmen, atriz
- Cenk Sökmen, músico
- Sibel Sürel, bailarina

Esportes
- Vahap Özaltay, futebolista
- Fercani Bey, futebolista
- Hadi Türkmen, vice-presidente da Federação Turca de Futebol
- Sadri Usuoğlu, futebolista

Pioneros
- Ahmet Ali Çelikten, piloto, pionero de aviaçao turco